# Pachinko (serie de televisión)
Pachinko es una serie de televisión de época, que narra la saga de una familia coreana en Japón,  cuya primera temporada fue emitida internacionalmente por Apple TV+ desde el 25 de marzo de 2022; la serie está basada en la novela del mismo nombre de 2017 de la autora surcoreana-estadounidense Min Jin Lee.

## Sinopsis
La historia se narra en dos líneas temporales distintas.

### Primera línea temporal
En la primera línea temporal se narra como en la década de los años 1910, en un pequeño pueblo pesquero isleño del Distrito de Yeongdo, cerca de la ciudad de Busan (en el sureste de lo que actualmente es Corea del Sur), nace una niña llamada Sunja.
Es la época de la ocupación colonial japonesa, cuando muchos coreanos vivían entre la opresión y la miseria; los padres de Sunja, Hoonie y Yangjin son de condición humilde pero viven un poco mejor que sus vecinos miserables, gracias a que son dueños de una casa de huéspedes que heredaron de los padres de Hoonie, los abuelos de Sunja. De hecho, el padre de Sunja, Hoonie, que nació con labio leporino y otros defectos físicos, no habría podido casarse sí no hubiera sido por esa relativa mejor condición económica de sus padres, que fue la razón para que el padre de Yangjin (un granjero arruinado y hundido en la miseria) accediera a concertar un matrimonio arreglado para su hija con aquel hombre "defectuoso".
Cuando Sunja tiene 13 años de edad su padre muere y ella se queda sola con su madre, ambas trabajando duro en la casa de huéspedes. Pero cuando ella tiene 16 años, conoce a un apuesto y misterioso hombre que llega al pueblo, Koh Hansu (Lee Min Ho).
Koh Hansu es un Zainichi, un coreano residente en Japón; él es un empresario adinerado, un comerciante corredor de pescado, que compra el pescado en la costa de Busan para revenderlo en los mercados japoneses. Pero él también está conectado con la Yakuza, la mafia japonesa.
La ingenua y apasionada Sunja se enamorara perdidamente de Hansu, sin saber muchas cosas de él. Pero el encuentro con Hansu cambiará el destino de Sunja, ya que él consigue seducirla y ella termina quedándose embarazada, después de lo cual, Hansu le confiesa que ya se encuentra casado y que vive con su esposa en Japón; luego de su confesión, Hansu le propone a Sunja mantenerla como su amante para conservarla a su lado y cuidar del futuro hijo de ambos, pero Sunja se niega avergonzada.
Pero ante la delicada situación de Sunja, condenada entonces a ser una madre soltera (con lo que eso significaba en la puritana y prejuiciosa Corea en aquella época, especialmente en el medio rural donde vivían Sunja y su madre) la madre de Sunja, Yangjin, termina confesando el problema a un inquilino de su casa de huéspedes, Baek Isak, quien es un pastor o ministro cristiano protestante oriundo de Pyongyang (la actual capital de Corea del Norte).
Baek Isak, padece desde que nació de tuberculosis y de otras enfermedades, por lo que cree que le queda poco tiempo de vida; por eso y por su caridad cristiana, para hacer una buena obra antes de morir, él propone casarse con la embarazada Sunja y hacer creer a todo el mundo que el hijo que ella espera es suyo. Sin alternativas y por el bien de su hijo y de su familia, Sunja acepta la propuesta y se casa con Isak; después ella debe acompañarlo, pues él va a emigrar a la ciudad de Osaka, en Japón, en la que vive el hermano de Isak, Baek Yoseb, quien se endeuda para poder traer a su hermano y su cuñada de Corea a Japón.
En Osaka, Sunja será una más de las víctimas de la discriminación que sufría la minoría coreana en Japón, pero con valor y resiliencia luchará por el futuro de su familia, especialmente de su hijo Noa, que nacerá en suelo japonés, dando inicio a una épica saga familiar que se extenderá durante generaciones.

### Segunda línea temporal
La segunda línea temporal se sitúa en el año 1989: el nieto de Sunja, Solomon Baek, un japonés de ascendencia coreana y residente en los Estados Unidos, es un joven y prometedor ejecutivo de una firma financiera de Nueva York. Pero su aspiración de ascenso a un cargo de Vicepresidente de la empresa se ve temporalmente truncada o negada, por lo que Solomon propone audazmente que le encarguen la gestión de un difícil e importante negocio en Japón, que lleva tiempo estancado, para que el éxito en esa gestión le permita desbloquear su ascenso o promoción.
Pero el regreso de Solomon a su Japón natal y su reencuentro con su abuela y su padre, Baek Mozasu, le enfrentará al descubrimiento de la oculta, trágica y dolorosa historia de su familia y especialmente de su abuela; una auténtica saga épica y romántica, en la que el propio Solomon "escribió" unos capítulos tristes y dramáticos que lo marcaron. Esa historia familiar impulsará a Solomon a confrontar los dilemas existenciales de su propia identidad; un tema, el de la identidad y la búsqueda de su lugar en el mundo, que ha perseguido a su familia durante generaciones.

## Reparto
- Youn Yuh-jung como Sunja en su vejez.
  - Kim Min-ha como Sunja en su adolescencia.[2][3]
  - Jeon Yu-na como Sunja en su niñez.
- Soji Arai como Baek Mozasu, un rico hombre de negocios que posee varios salones de pachinko. Es el segundo hijo de Sunja (el primer y único hijo de Isak) y medio hermano de Noa.
- Lee Min Ho como Ko Hansoo, comerciante y corredor de pescado que visita regularmente Busan, Corea del Sur. Es el padre de Noa.
- Jin Ha como Solomon Baek, hijo de Baek Mozasu y nieto de Sunja.
  - Yoon Kyung-ho como Solomon en la adolescencia.[4]
- Han Jun-woo como Baek Yoseb, el segundo hermano mayor de Isak, que vive en Osaka, Japón. Es el esposo de Kyunghee y cuñado de Sunja.[5]
- Jung Eun-chae como Kyunghee, la esposa de Yoseb y la cuñada de Sunja.
- Noh Sang-hyun como Baek Isak, pastor protestante que se casa con Sunja.[6]
- Kaho Minami como Etsuko, la madre de Hana y novia de Mozasu.
- Jung Woong-in como Koh Jong-yul, el padre de Hansu.[7]
- Jimmi Simpson como Tom Andrews.
- Anna Sawai como Naomi, compañera de trabajo de Solomon en la sucursal de Tokio.
- Takahiro Inoue como Arimoto, compañero de trabajo de Solomon en la sucursal de Tokio.
- Ryotaro Sugimoto como Tetsuya, compañero de clase de Solomon en la Escuela Internacional.
- Mari Yamamoto como Hana, la hija de Etsuko y exnovia de Solomon.
- Jung So-ri como Jiyun, una joven coreana rica.[8]
- Martin Martinez como Angelo, empleado de Mozasu.

## Producción
Deadline Hollywood informó en agosto de 2018 que Apple había adquirido los derechos de la serie y en abril de 2019 que recibió un pedido de serie. Los informes también incluían que Soo Hugh actuaría como showrunner, escritora y productora ejecutiva de la serie. La productora, Media Res, también produciría junto a Hugh. En octubre de 2020, se anunció que el cineasta surcoreano Kogonada y Justin Chon serían productores ejecutivos y directores, cada uno de los cuales dirigiría cuatro episodios y el primero dirigiría el piloto de la serie.
Lee Min-ho, Jin Ha, Anna Sawai, Minha Kim, Soji Arai y Kaho Minami se completaron como el elenco en octubre de 2020. Soo Hugh reveló que se necesitaron de seis a siete meses de búsqueda mundial para elegir el elenco principal y que les había pedido a todos sus actores que audicionaran para sus papeles.
La filmación estaba programada para comenzar el 26 de octubre de 2020 en Corea, Japón y Estados Unidos. En una entrevista con la revista GQ Corea, Lee Min-ho reveló que la filmación terminó en diciembre de 2020, para Busan, Corea del Sur y se estaba preparando para filmar en Canadá. El 6 de febrero de 2021 comenzó el rodaje en Vancouver y se esperaba que terminara el 9 de abril.
La serie que consta de 8 episodios, producida en tres idiomas, coreano, japonés e inglés, se estrenó el 25 de marzo de 2022 en Apple TV+ con 3 episodios. Luego, a partir de ahí se lanzó un episodio cada viernes hasta el 29 de abril de 2022.
El 29 de abril, Apple TV+ anunció la renovación de Pachinko por una segunda temporada.